# Kurunegala
Kurunegala (szingaléz: කුරුණෑගල, tamil: குருணாகல்) város Srí Lanka területén, Colombótól közúton kb. 95 km-re északkeletre. Lakossága 30 ezer fő volt 2011-ben.
A város környékén a kókuszpálma és gumi (kaucsuk) ültetvények a meghatározóak.
A város csak rövid ideig jutott szerephez az ország történetében (13-14. század), de ebből a korból nem maradtak ránk tárgyi emlékei.
A városképben meghatározóak a körben fekvő, hatalmas, fekete színű sziklahátak. Ezek közül az Elefánt-szikla magassága meghaladja a 300 métert. Ennek tetején egy 27 méter magas Buddha-szobor látható. Érdekes látnivaló még a Teknősbéka-hegyen (Ibbagala) levő templom.
A környező sziklák a település mikroklímáját is befolyásolják: nappal elzárják a hűsítő szellők útját, éjjel kisugározzák a felgyülemlett hőt, ezzel Kurunegálát az egyik legmelegebb településsé téve.

## Fordítás
- Ez a szócikk részben vagy egészben  a   Kurunegala című angol Wikipédia-szócikk fordításán alapul.  Az eredeti cikk szerkesztőit annak laptörténete sorolja fel. Ez a jelzés csupán a megfogalmazás eredetét és a szerzői jogokat jelzi, nem szolgál a cikkben szereplő információk forrásmegjelöléseként.